# Can Malloles
Can Malloles és una casa del municipi de Bàscara (Alt Empordà) inclosa en l'Inventari del Patrimoni Arquitectònic de Catalunya.

## Descripció
Situada dins del nucli antic de la població de Bàscara, a la banda est del terme i formant cantonada entre la plaça i el carrer Major.
Edifici cantoner de planta més o menys rectangular, format per tres cossos adossats i distribuït en planta baixa i dos pisos. L'edifici principal, format per dues crugies, presenta les cobertes d'un sol vessant de teula, mentre que el cos adossat a l'oest té la coberta plana utilitzada com a terrat. La façana principal, orientada a la plaça, presenta tres portals d'accés a l'interior, dos d'arc de mig punt adovellats i un altre d'arc rebaixat emmarcat en pedra. El portal central és força més gran que la resta mentre que el de l'esquerra presenta un escut a la dovella clau. Al primer pis hi ha tres finestrals rectangulars amb sortida a balcons exempts, el central emmarcat en pedra i amb impostes decorades amb motius vegetals. La resta d'obertures són rectangulars, amb els emmarcaments arrebossats.

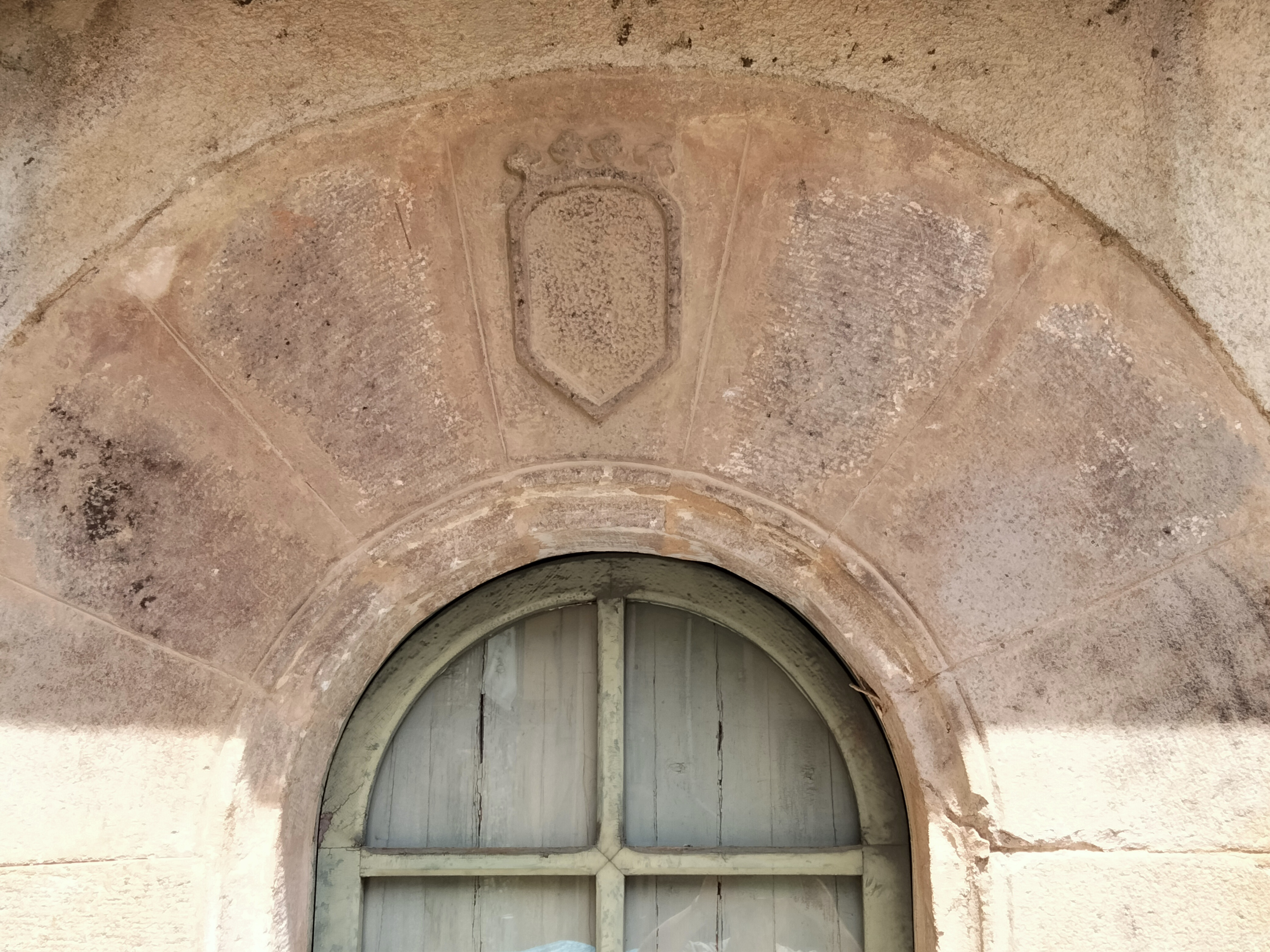
Portal amb escut

El parament està arrebossat i presenta carreus de pedra ben desbastats a la cantonada.

## Història
Francesc Oliveras i Carbonell, marquès de la Quadra, era ciutadà honrat de Barcelona, originari de Pontós i domiciliat a Girona. El rei Ferran VI havia concedit el títol nobiliari a Lluís Carbonell i Ferraz l'any 1757. El títol va passar a mans de la família Oliveras, propietària de Castelló d'Empúries, per dret de pubillatge. El marquès de la Quadra no residia habitualment a Bàscara, tot i que hi tenia propietats considerables.